# John Nketia Yawson
John Nketia Yawson – ghański piłkarz grający na pozycji pomocnika. W swojej karierze grał w reprezentacji Ghany.

## Kariera klubowa
W swojej karierze piłkarskiej Yawson grał w klubach Sekondi Eleven Wise FC, Hearts of Oak i urugwajskim CA Peñarol.

## Kariera reprezentacyjna
W 1978 roku Yawson został powołany do reprezentacji Ghany na Puchar Narodów Afryki 1978. Wystąpił w nim w czterech meczach: grupowych z Zambią (2:1) i z Nigerią (1:1), półfinałowym z Tunezją (1:0) i finałowym z Ugandą (2:0). Z Ghaną wywalczył mistrzostwo Afryki.
W 1980 roku Yawsona powołano do kadry na Puchar Narodów Afryki 1980. Zagrał w nim w trzech meczach grupowych: z Algierią (0:0), z Gwineą (1:0) i z Marokiem (0:1).